# Kolonia Niechmirów
Kolonia Niechmirów – kolonia w Polsce położona w województwie łódzkim, w powiecie sieradzkim, w gminie Burzenin. Miejscowość wchodzi w skład sołectwa Niechmirów.
W latach 1975–1998 miejscowość należała administracyjnie do województwa sieradzkiego.